# Chevregny
Chevregny ist eine französische Gemeinde mit 191 Einwohnern (Stand: 1. Januar 2022) im Département Aisne in der Region Hauts-de-France. Sie gehört zum Arrondissement Laon und zum Kanton Villeneuve-sur-Aisne.

## Lage
Die Gemeinde liegt im Höhenzug Chemin des Dames, elf Kilometer südlich von Laon. In Chevregny zweigt der Oise-Aisne-Kanal vom Tal der Ailette nach Süden ab in Richtung Nordportal des Kanaltunnels. Chevregny grenzt im Norden an Laval-en-Laonnois, im Nordosten an Nouvion-le-Vineux und Lierval, im Osten an Trucy, im Südosten an Colligis-Crandelain, im Süden an Braye-en-Laonnois, im Südwesten an Ostel und im Westen an Monampteuil.

## Bevölkerungsentwicklung
| Jahr                       | 1962 | 1968 | 1975 | 1982 | 1990 | 1999 | 2006 | 2013 | 2021 |
| -------------------------- | ---- | ---- | ---- | ---- | ---- | ---- | ---- | ---- | ---- |
| Einwohner                  | 194  | 176  | 164  | 147  | 178  | 196  | 195  | 196  | 185  |
| Quellen: Cassini und INSEE |      |      |      |      |      |      |      |      |      |

## Sehenswürdigkeiten

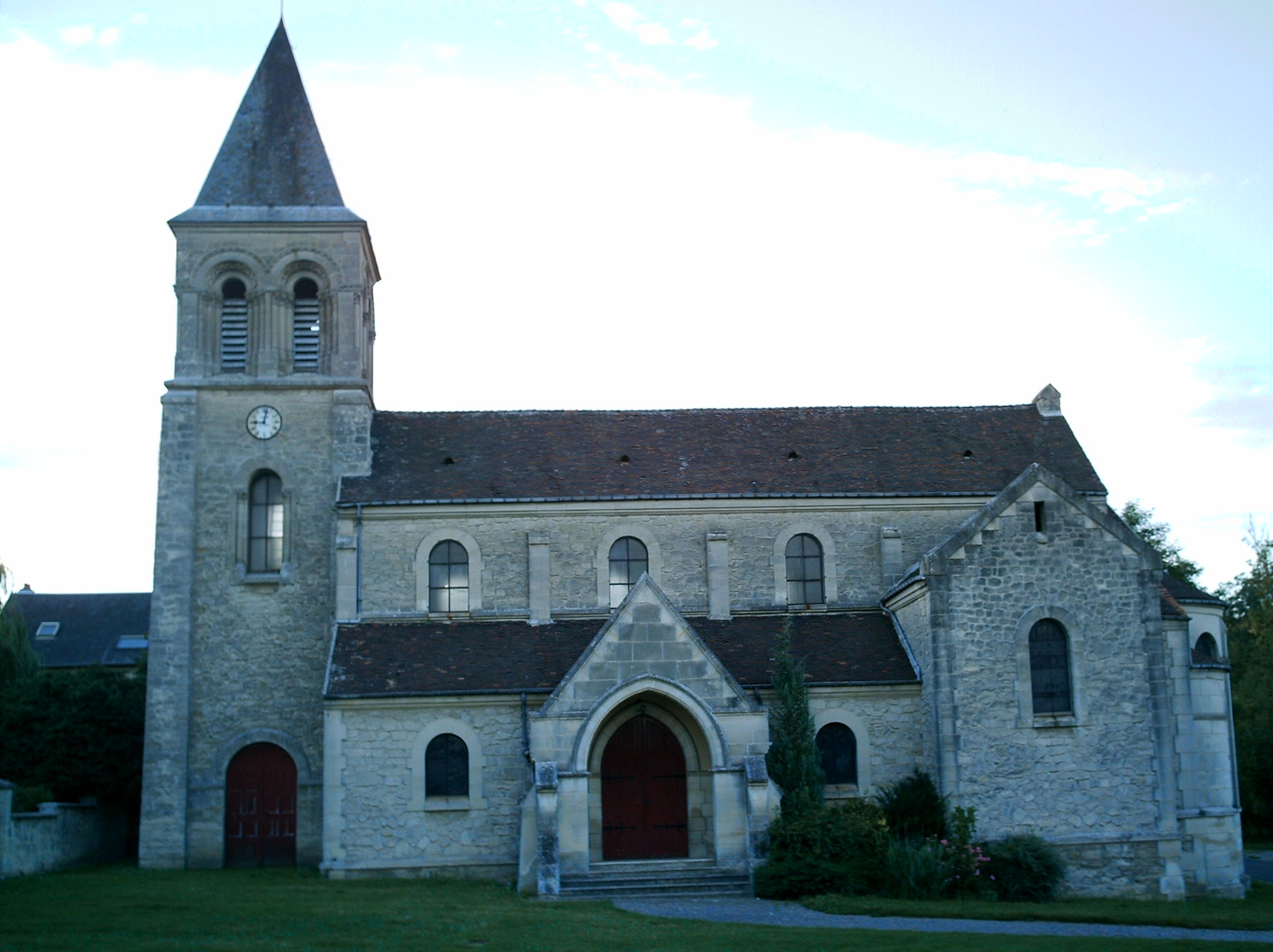
Kirche Saint-Médard
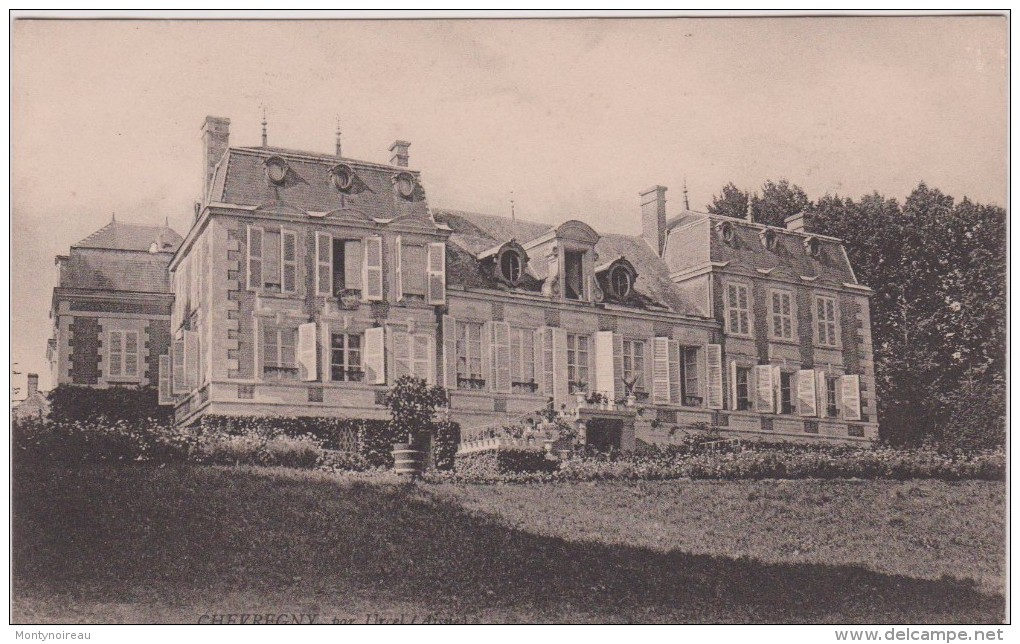
Schloss von Chevregny / Chaînées
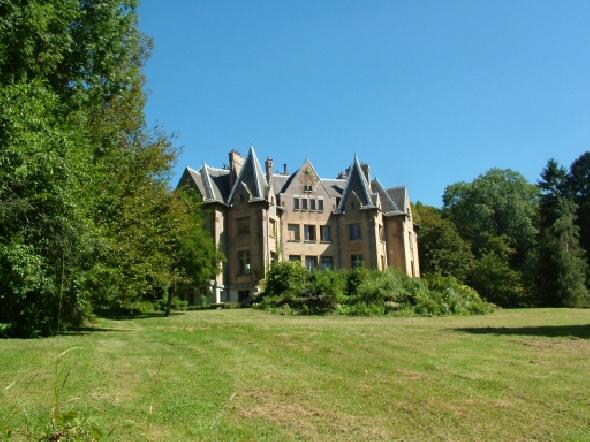
Lavoir

- Kirche Saint-Médard
- Zerstörtes Schloss Chevregny
- Heutiges Schloss Chaînées